# علي ناصر هادي
     لشخصية أخرى تحمل اسم علي ناصر، طالع علي ناصر (توضيح).

علي ناصر هادي العلهي ( توفي 6 مايو 2015) قائد عسكري يمني، شغل منصب قائد المنطقة العسكرية الرابعة، وقتل بمدينة التواهي بمحافظة عدن، خلال اشتباكات مسلحة في الحرب الأهلية اليمنية.
| سبقه محمود الصبيحي | قائد المنطقة العسكرية الرابعة 7 نوفمبر 2014 - 6 مايو 2015 | تبعه سيف صالح محسن الضالعي |